# Johan de Muynck
Johan de Muynck (nacido el 30 de mayo de 1948 en Waarschoot) fue un ciclista belga, profesional entre los años 1971 y 1983, durante los cuales logró 26 victorias.
El mayor éxito de su carrera fue el triunfo en el Giro de Italia 1978. Anteriormente, había sido 2.º en 1976, quedando a solo 19 segundos del vencedor, Felice Gimondi, tras perder la maglia rosa en la penúltima etapa.
En el Tour de Francia, De Muynck fue 4.º en 1980 y 7.º en 1981.

## Palmarés
1973
- Flecha Brabançona

1974
- 3.º en el Campeonato de Bélgica en Ruta

1975
- 1 etapa de la Vuelta a Bélgica

1976
- Tour de Romandía, más 3 etapas
- 2.º en el Giro de Italia, más 1 etapa

1977
- 1 etapa de la Volta a Cataluña

1978
- Giro de Italia, más 1 etapa
- 1 etapa del Midi Libre

1981
- Subida a Arrate

## Resultados en Grandes Vuelta
| Carrera         | 1971 | 1972 | 1973 | 1974 | 1975 | 1976 | 1977 | 1978 | 1979 | 1980 | 1981 | 1982 | 1983 |
| --------------- | ---- | ---- | ---- | ---- | ---- | ---- | ---- | ---- | ---- | ---- | ---- | ---- | ---- |
| Giro de Italia  | -    | -    | -    | -    | -    | 2º   | -    | 1º   | -    | -    | -    | -    | -    |
| Tour de Francia | -    | Ab.  | -    | -    | -    | -    | -    | -    | Ab.  | 4º   | 7º   | 28.º | Ab.  |
| Vuelta a España | -    | -    | -    | -    | -    | -    | -    | -    | -    | 7º   | -    | -    | -    |

## Trayectoria
- Equipo nacional de Bélgica (1970)
- Flandria (1971-1973)
- Brooklyn (1974-1977)
- Bianchi-Faema (1978-1979)
- Splendor (1980-1981)
- La Redoute-Motobécane (1982-1983)

- Datos: Q529076
- Multimedia: Johan De Muynck / Q529076